# ويليام واشنطن لارسن
ويليام واشنطن لارسن (بالإنجليزية: William Washington Larsen) هو محامي وقاضي وسياسي أمريكي، ولد في 12 أغسطس 1871 في هاغان في الولايات المتحدة، وتوفي في 5 يناير 1938 في دبلن في الولايات المتحدة. حزبياً، نشط في الحزب الديمقراطي. وقد انتخب عضو مجلس النواب الأمريكي.